# Spaziatore temporaneo

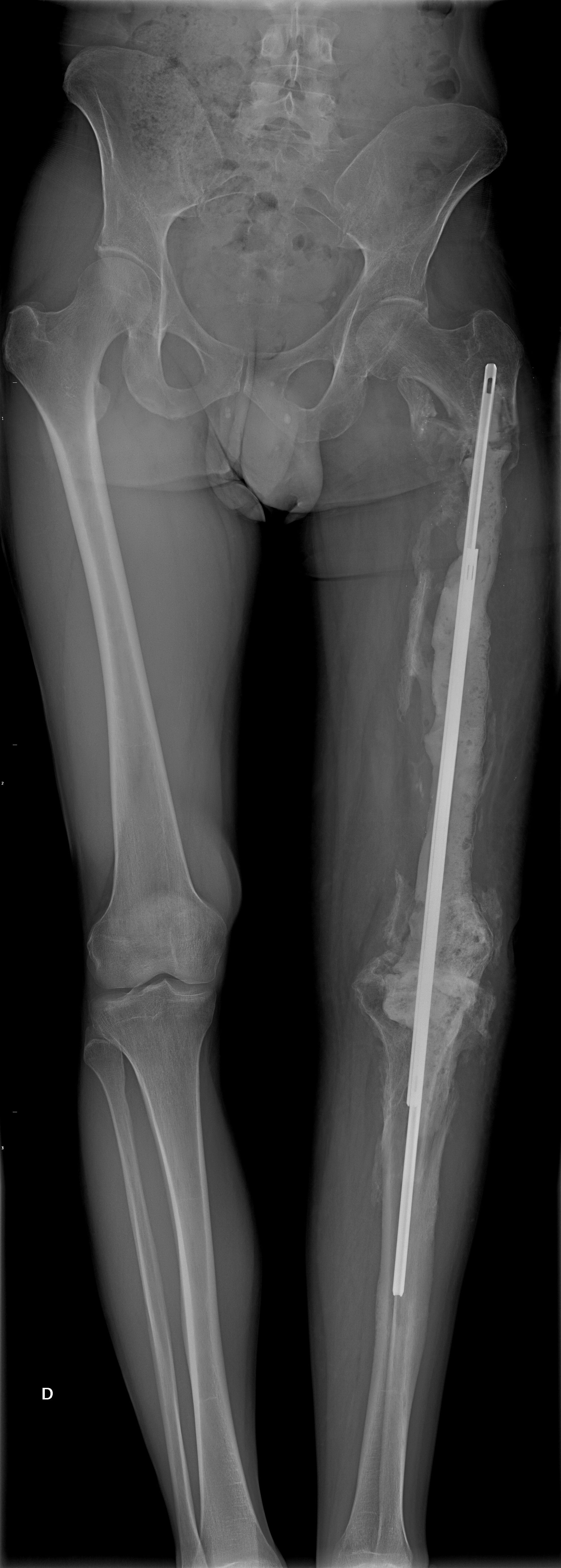
Spaziatore provvisorio per femore

Lo spaziatore temporaneo è un dispositivo medico, realizzato in cemento osseo, che viene utilizzato nel trattamento delle infezioni di protesi articolari (anca), ginocchio, spalla) con metodica "in due tempi" (two-stage).
Tale dispositivo sostituisce temporaneamente la protesi infetta rimossa permettendo di mantenere lo spazio articolare e talvolta di garantire una parziale mobilità; inoltre è studiato per liberare localmente dell'antibiotico.
Nel primo tempo chirurgico viene rimossa la protesi infetta ed effettuata la pulizia chirurgica dei tessuti (debridement) da tutto il materiale infetto, necrotico e da tutti i presidi medici presenti; viene quindi posizionato lo spaziatore temporaneo. Lo spaziatore può essere modellato sia in sala operatoria dal medico o può essere realizzato industrialmente. 
Il dispositivo viene quindi lasciato generalmente per 2-4 mesi, durante i quali il paziente viene sottoposto a 4-6 settimane di terapia antibiotica sistemica. Quando gli indici dell'infezione indicano che l'infezione è stata eradicata, viene programmato il secondo tempo della procedura.
Il secondo tempo chirurgico consiste nella rimozione dello spaziatore, in un'ulteriore pulizia chirurgica e infine nell'impianto della protesi definitiva.